# Hamburg (Pensilvania)
Hamburg es un borough ubicado en el condado de Berks en el estado estadounidense de Pensilvania. En el año 2000 tenía una población de 4,114 habitantes y una densidad poblacional de 854 personas por km².

## Geografía
Hamburg se encuentra ubicado en las coordenadas 40°33′23″N 75°58′58″O / 40.55639, -75.98278.

## Demografía
Según la Oficina del Censo en 2000 los ingresos medios por hogar en la localidad eran de $37,683 y los ingresos medios por familia eran $50,957. Los hombres tenían unos ingresos medios de $37,650 frente a los $22,308 para las mujeres. La renta per cápita para la localidad era de $20,689. Alrededor del 6.2% de la población estaba por debajo del umbral de pobreza.